# عنکبوت‌های خاک‌نشین

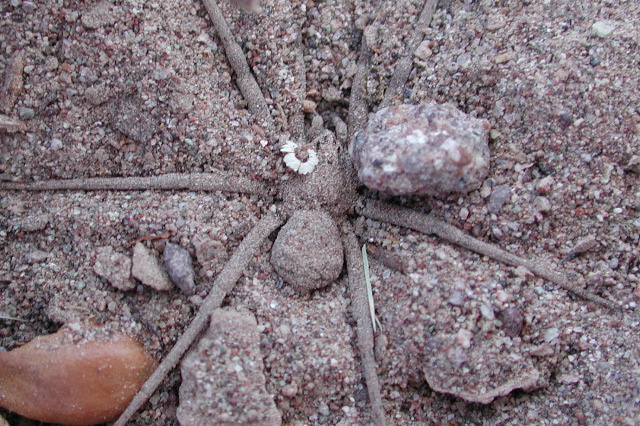
یک‌نوع عنکبوت‌خاک‌نشین در کالیفرنیا - ۲۰۰۴

عنکبوت‌های خاک‌نشین (Homalonychidae) نام خانواده‌ای از عنکبوت‌ها است.
این خانواده ۱ سرده و ۳ گونه را دربر می‌گیرد.